# Claes Fellbom
Claes Göran Fellbom, född 29 januari 1943 i Solna, Stockholms län, död 19 april 2024 i Djurhamn i Djurö distrikt, Stockholms län, var en svensk regissör, librettist och manusförfattare. Tillsammans med Kerstin Nerbe grundade han Folkoperan 1976 och var dess konstnärlige ledare fram till 2007.

## Biografi
Fellbom grundade tillsammans med Kerstin Nerbe och Krister Fagerström Folkoperan i Stockholm 1976, där han var teaterchef till 2008. Han var professor i operaregi vid Operahögskolan i Stockholm 2001–2011. Senare var han författare på heltid. 
År 1998 tilldelades han Natur & Kulturs Kulturpris tillsammans med Kerstin Nerbe.
Fellbom var gift med Kerstin Nerbe 1981–2000 och fick med henne sonen Linus Fellbom. Med Tina Schlenker har han tre söner.

## Filmografi i urval
- 1966 – Ska' ru' me' på fest?
- 1968 – Carmilla
- 1968 – Agent 0,5 och kvarten – fattaruväl!
- 1969 – Den vilda jakten på likbilen
- 1969 – Skottet
- 1983 – Carmen
- 1987 – Aida

## Teater

### Regi (ej komplett)
| År   | Produktion                               | Upphovsmän                                            | Teater      |
| ---- | ---------------------------------------- | ----------------------------------------------------- | ----------- |
| 1975 | Tolvskillingsoperan Die Dreigroschenoper | Bertolt Brecht och Kurt Weill Översättning Ebbe Linde | Riksteatern |